# 만곡사
만곡사(萬谷寺)는 전라남도 장성군 삼서면에 있는 건축물이다. 1984년 2월 29일 전라남도의 문화재자료 제98호로 지정되었다.

## 개요
조선 정조 15년(1791)에 송계 봉유례·풍애 봉즙·묵헌 봉여예 등을 추모하기 위해 단을 설치했던 곳이다. 그 뒤 정조 17년(1793)에 신당인 만곡사를 세워 봉여예만 모시다가 철종 13년(1862)에 봉유례·봉즙·봉단의를 추가로 모시게 되었다. 고종 5년(1868) 흥선대원군의 서원철폐령으로 훼철되었다가 1903년에 다시 세웠다.
건물로는 만곡사, 별묘, 숭절당, 고직사, 내삼문, 외삼문이 있다. 신당인 만곡사는 앞면 3칸·옆면 2칸 규모이며 지붕은 옆면에서 볼 때 사람 인(人)자 모양인 맞배지붕으로 꾸몄다. 강당인 숭절당은 앞면 4칸·옆면 2칸 규모이다.

## 참고 문헌
- 만곡사 - 국가유산청 국가유산포털